# Plecturocebus pallescens
Plecturocebus pallescens is een zoogdier uit de familie van de sakiachtigen (Pitheciidae). De wetenschappelijke naam van de soort werd voor het eerst geldig gepubliceerd door Oldfield Thomas in 1907.

## Voorkomen
De soort komt voor in Paraguay, ten westen van de Rio Paraguay tot ongeveer 23°S en 61°30’W in Gran Chaco.